# Achille Del Giudice
Achille Del Giudice (San Gregorio, 9 settembre 1819 – San Gregorio, 17 ottobre 1907) è stato un politico italiano.
Fu senatore del regno d'Italia dalla XIII legislatura alla XVI legislatura.

## Biografia

### Origini familiari
Nacque il 9 settembre 1819 nel piccolo paese di San Gregorio, l'attuale San Gregorio Matese in provincia di Caserta, ai confini con il Molise, nel benessere di una ricca famiglia, in un palazzo popolato di fantesche e domestici, in un via vai continuo di fittavoli e massari.
Effettuò gli studi presso il Collegio del Salvatore di Napoli.
Tornato in paese, si dedicò agli affari e nel 1841, con gli zii e il fratello Gaetano, creò una società per la gestione del patrimonio di famiglia.
Il 10 marzo 1844, a San Gregorio, sposò Giovannina Caso, della ricca famiglia Caso di via Calcarella, in quello che forse fu un matrimonio di interessi, tanto che il contratto nuziale fu redatto solo otto anni dopo.
Realizzarono il grande palazzo Del Giudice, al centro del paese, e la bella villa San Donato, in campagna. Entrambe contenevano affreschi dipinti da Gioacchino Toma, che a San Gregorio fu confinato politico, e che nel 1857 eseguì i ritratti ad olio della coppia di sposi.

### Il Piccolo Re
Il 7 settembre 1860 fu membro del Governo Provvisorio del Distretto di Piedimonte d'Alife. Poi si recò a Napoli per l'ingresso di Garibaldi in città, e da questi, il 12 settembre, fu nominato maggiore della Guardia Nazionale Italiana del Distretto di Piedimonte, mentre suo fratello Gaetano ricevette l'incarico di Governatore di Capitanata.
Il 31 gennaio 1861 fu eletto consigliere provinciale e mantenne questa carica ininterrottamente per 24 anni.
Nel 1863 lasciò il posto di maggiore della Guardia Nazionale ed entrò a far parte della Commissione provinciale contro il brigantaggio, che era il punto d'approdo per il nascente fenomeno del pentitismo.
Egli comprese che la lotta al brigantaggio non aveva effetti finché portata avanti da un esercito che non conosceva le abitudini locali ed i sentieri del Matese. Così organizzò tra i suoi dipendenti una vera e propria squadriglia che catturava i briganti e ne incassava le taglie.
Si diffuse presto la sensazione di una ambiguità di don Achille, ufficialmente schierato contro i briganti, ma in realtà sostenitore degli stessi, anche in seguito alle rivelazioni della brigantessa Maria Maddalena De Lellis, di San Gregorio, catturata nel 1865. Il Prefetto di Caserta sospettò che Achille Del Giudice fosse il "più temibile manutengolo dei briganti".
Ma intanto, il 18 ottobre 1863, il re lo nominò "Cavaliere della Sacra Religione ed Ordine Militare dei Santi Maurizio e Lazzaro in attestato della singolare considerazione in cui sono tenuti dal Governo i servizi di Vossignoria resi alla pubblica cosa".
Il 27 luglio 1868 fu colpito da mandato di cattura con l'accusa di connivenza col brigantaggio, per la quale fu difeso nel tribunale di Napoli dal barone Giovanni Nicotera, suo amico e futuro protettore politico.
Intanto incrementava il suo patrimonio grazie all'acquisto di molti beni ecclesiastici messi all'asta nell'area del Matese. Era ricchissimo e conduceva una vita dispendiosa. Da tutti era conosciuto col soprannome di "piccolo re", non si sa se per il forte potere che esercitava nella zona o solo per allusione alla sua bassa statura. Aveva case a Piedimonte, a Raviscanina e a Napoli, e nel suo palazzo di San Gregorio abitavano 13 domestici.
Il 20 novembre 1870 fu eletto alla Camera dei deputati del Regno d'Italia per la XI Legislatura, occupando il seggio fino ad allora tenuto dal fratello Gaetano. Fu eletto ancora deputato l'8 novembre 1874 per la XII legislatura.
Nel giugno 1876 fu nominato Commendatore, ed alle elezioni per la Camera dei deputati del 5 novembre di quell'anno fu eletto per la XIII legislatura, sconfiggendo Beniamino Caso.
Il 16 novembre, grazie ai buoni uffici del suo amico Giovanni Nicotera, che intanto era divenuto Ministro dell'Interno, fu nominato Senatore del Regno per la categoria 3° e 21°.

### L'affaireDel Giudice - Pisacane
Nel novembre 1878, a causa di alcuni problemi finanziari, ricevette in prestito da Nicotera la somma di lire 66 000, che era l'intera dote di Silvia Pisacane. Costei, figlia di Carlo Pisacane, era stata adottata bambina dal Nicotera, che di Pisacane era stato compagno d'armi.
I problemi finanziari erano in realtà un vero dissesto economico: debiti, doppie ipoteche, assegni falsi.
Per anni Nicotera cercò inutilmente di farsi restituire la somma: nel 1885 diede mandato all'avvocato Gaetano Cannada Bartoli, uno dei più noti e apprezzati legali napoletani, che divenne tutore della Pisacane per il recupero della dote; nel maggio 1887, ormai esasperato, querelò Del Giudice.
Il 26 novembre di quell'anno il Senato si costituì in Alta Corte di Giustizia nominando una Commissione istruttoria su Del Giudice formata da Francesco Auriti, Luigi Basile, Tancredi Canonico, Tommaso Celesia di Vegliasco, Vincenzo Errante e Giuseppe Piroli.
Nella lunga istruttoria furono chiamati in causa deputati e banchieri, alcuni dei quali di lì a qualche anno saranno coinvolti nel famoso scandalo della Banca Romana.
Dal febbraio 1888, per molti mesi, le prime pagine dei giornali nazionali dedicarono ampio spazio allo scandalo del senatore Del Giudice che si era appropriato della dote di Silvia Pisacane.
Il 13 marzo Del Giudice chiese l'intervento del capo del Governo Francesco Crispi. Ma quando alla Commissione giunse copia del processo per brigantaggio del 1868, il Senato avviò una seconda istruttoria.
Il 21 aprile Del Giudice presentò le dimissioni da senatore, che furono accettate dopo accese discussioni, con il suo rinvio al giudizio del tribunale ordinario di S.Maria Capua Vetere, cioè nella terra dove da 30 anni egli esercitava il potere politico.
Pochi mesi dopo si spense a Napoli Silvia Pisacane.
Il 3 aprile 1892 il tribunale di S.Maria Capua Vetere condannò Del Giudice alla pena della reclusione per la durata di anni quattro e mesi nove nonché alla multa di lire trecento, al pagamento dei danni e delle spese del procedimento. Presentò appello, anche avverso la successiva sentenza della Corte d'Appello del 1896, per giungere alla sentenza della Cassazione che nel 1897 stabilì il condono della pena, commutata ad una multa di mille lire.
Morì nel suo palazzo a San Gregorio all'età di 88 anni, il 17 ottobre 1907.